# Coupe du monde masculine de hockey sur gazon 2010
Navigation
Mönchengladbach 2006 La Haye 2014
La coupe du monde de hockey sur gazon masculin 2010 s'est déroulée du 28 février au 13 mars 2010 à New Delhi.

## Équipes qualifiées
| Évènement                          | Lieu                           | Qualifiés                             |
| ---------------------------------- | ------------------------------ | ------------------------------------- |
| Pays organisateur                  |                                | Inde                                  |
| Jeux Asiatiques 2009               | Malaisie, Kuantan Pahang       | Corée du Sud                          |
| Qualifications Afrique 2009        | Ghana, Accra                   | Afrique du Sud                        |
| Jeux Panaméricains 2009            | Chili, Santiago                | Canada                                |
| Championnat d'Europe 2009          | Pays-Bas, Amsterdam            | Angleterre Allemagne Pays-Bas Espagne |
| Coupe d'Océanie 2009               | Nouvelle-Zélande, Invercargill | Australie                             |
| Tournoi de qualification mondial 1 | France, Lille                  | Pakistan                              |
| Tournoi de qualification mondial 2 | Nouvelle-Zélande, Invercargill | Nouvelle-Zélande                      |
| Tournoi de qualification mondial 3 | Argentine, Quilmes             | Argentine                             |

## Matchs de poule

### Groupe A
| Rang | Équipe           | Pts | J | G | N | P | Bp | Bc | Diff |
| ---- | ---------------- | --- | - | - | - | - | -- | -- | ---- |
| 1    | Allemagne        | 11  | 5 | 3 | 2 | 0 | 19 | 9  | +10  |
| 2    | Pays-Bas         | 10  | 5 | 3 | 1 | 1 | 15 | 5  | +10  |
| 3    | Corée du Sud     | 10  | 5 | 3 | 1 | 1 | 16 | 8  | +8   |
| 4    | Argentine        | 6   | 5 | 2 | 0 | 3 | 9  | 11 | -2   |
| 5    | Nouvelle-Zélande | 6   | 5 | 2 | 0 | 3 | 8  | 12 | -4   |
| 6    | Canada           | 0   | 5 | 0 | 0 | 5 | 6  | 28 | -22  |

| Pays             | Score          | Pays             |
| Lundi 1er mars   | Lundi 1er mars | Lundi 1er mars   |
| ---------------- | -------------- | ---------------- |
| Nouvelle-Zélande | 3-2            | Canada           |
| Allemagne        | 2-2            | Corée du Sud     |
| Pays-Bas         | 3-0            | Argentine        |
| Mercredi 3 mars  |                |                  |
| Canada           | 0-6            | Allemagne        |
| Argentine        | 1-2            | Corée du Sud     |
| Nouvelle-Zélande | 1-3            | Pays-Bas         |
| Vendredi 5 mars  |                |                  |
| Corée du Sud     | 1-2            | Nouvelle-Zélande |
| Pays-Bas         | 6-0            | Canada           |
| Allemagne        | 4-3            | Argentine        |
| Dimanche 7 mars  |                |                  |
| Corée du Sud     | 9-2            | Canada           |
| Nouvelle-Zélande | 0-1            | Argentine        |
| Allemagne        | 2-2            | Pays-Bas         |
| Mardi 9 mars     |                |                  |
| Allemagne        | 5-2            | Nouvelle-Zélande |
| Pays-Bas         | 1-2            | Corée du Sud     |
| Canada           | 2-4            | Argentine        |

### Groupe B
| Rang | Équipe         | Pts | J | G | N | P | Bp | Bc | Diff |
| ---- | -------------- | --- | - | - | - | - | -- | -- | ---- |
| 1    | Australie      | 12  | 5 | 4 | 0 | 1 | 23 | 6  | +17  |
| 2    | Angleterre     | 12  | 5 | 4 | 0 | 1 | 17 | 12 | +5   |
| 3    | Espagne        | 9   | 5 | 3 | 0 | 2 | 12 | 8  | +4   |
| 4    | Inde           | 4   | 5 | 1 | 1 | 3 | 13 | 17 | -4   |
| 5    | Afrique du Sud | 4   | 5 | 1 | 1 | 3 | 13 | 28 | -15  |
| 6    | Pakistan       | 3   | 5 | 1 | 0 | 4 | 9  | 16 | -7   |

| Pays                | Score               | Pays                |
| Dimanche 28 février | Dimanche 28 février | Dimanche 28 février |
| ------------------- | ------------------- | ------------------- |
| Afrique du Sud      | 2-4                 | Espagne             |
| Australie           | 2-3                 | Angleterre          |
| Pakistan            | 1-4                 | Inde                |
| Mardi 2 mars        |                     |                     |
| Afrique du Sud      | 4-6                 | Angleterre          |
| Pakistan            | 2-1                 | Espagne             |
| Inde                | 2-5                 | Australie           |
| Jeudi 4 mars        |                     |                     |
| Afrique du Sud      | 0-12                | Australie           |
| Angleterre          | 5-2                 | Pakistan            |
| Espagne             | 5-2                 | Inde                |
| Samedi 6 mars       |                     |                     |
| Australie           | 2-0                 | Espagne             |
| Afrique du Sud      | 4-3                 | Pakistan            |
| Angleterre          | 3-2                 | Inde                |
| Lundi 8 mars        |                     |                     |
| Espagne             | 2-0                 | Angleterre          |
| Pakistan            | 1-2                 | Australie           |
| Afrique du Sud      | 3-3                 | Inde                |

## Matchs de classement

### Places 11 et 12
| Place         | Pays          | Score         | Pays          | Place         |
| Jeudi 11 mars | Jeudi 11 mars | Jeudi 11 mars | Jeudi 11 mars | Jeudi 11 mars |
| ------------- | ------------- | ------------- | ------------- | ------------- |
| 6B            | Pakistan      | 2-3           | Canada        | 6A            |

### Places 9 et 10
| Place            | Pays             | Score            | Pays             | Place            |
| Vendredi 12 mars | Vendredi 12 mars | Vendredi 12 mars | Vendredi 12 mars | Vendredi 12 mars |
| ---------------- | ---------------- | ---------------- | ---------------- | ---------------- |
| 5A               | Nouvelle-Zélande | 4-4 5-4 (tab)    | Afrique du Sud   | 5B               |

### Places 7 et 8
| Place            | Pays             | Score            | Pays             | Place            |
| Vendredi 12 mars | Vendredi 12 mars | Vendredi 12 mars | Vendredi 12 mars | Vendredi 12 mars |
| ---------------- | ---------------- | ---------------- | ---------------- | ---------------- |
| 4A               | Argentine        | 4-2              | Inde             | 4B               |

### Places 5 et 6
| Place            | Pays             | Score            | Pays             | Place            |
| Vendredi 12 mars | Vendredi 12 mars | Vendredi 12 mars | Vendredi 12 mars | Vendredi 12 mars |
| ---------------- | ---------------- | ---------------- | ---------------- | ---------------- |
| 3A               | Corée du Sud     | 0-2              | Espagne          | 3B               |

## Dernier carré
|  | Demi-finales  | Demi-finales  |                        |   | Finale        | Finale        |
|  | Demi-finales  | Demi-finales  |                        |   | Finale        | Finale        |
|  |               |               |                        |   |               |               |
|  | 11 Mars 18h05 | 11 Mars 18h05 |                        |   | 13 Mars 18h05 | 13 Mars 18h05 |
|  | 11 Mars 18h05 | 11 Mars 18h05 |                        |   | 13 Mars 18h05 | 13 Mars 18h05 |
|  | Allemagne     | 4             |                        |   | 13 Mars 18h05 | 13 Mars 18h05 |
|  | Allemagne     | 4             |                        |   | 13 Mars 18h05 | 13 Mars 18h05 |
|  | Angleterre    | 1             |                        |   | 13 Mars 18h05 | 13 Mars 18h05 |
|  | Angleterre    | 1             | Allemagne              | 1 |               |               |
|  | 11 Mars 20h35 |               | Allemagne              | 1 |               |               |
|  |               | Australie     | 2                      |   |               |               |
|  | Australie     | Australie     | 2                      | 2 |               |               |
|  | Australie     |               |                        | 2 |               |               |
|  | Pays-Bas      | 1             |                        |   |               |               |
|  | Pays-Bas      | 1             | Match pour la 3e place |   |               |               |
|  |               |               |                        |   |               |               |
|  | 13 Mars 15h35 |               |                        |   |               |               |
|  |               |               |                        |   |               |               |
|  | Angleterre    | 3             |                        |   |               |               |
|  | Angleterre    | 3             |                        |   |               |               |
|  | Pays-Bas      | 4             |                        |   |               |               |
|  | Pays-Bas      | 4             |                        |   |               |               |

## Classement Final
| Rang               | Équipe           |
| ------------------ | ---------------- |
| Médaille d'or      | Australie        |
| Médaille d'argent  | Allemagne        |
| Médaille de bronze | Pays-Bas         |
| 4                  | Angleterre       |
| 5                  | Espagne          |
| 6                  | Corée du Sud     |
| 7                  | Argentine        |
| 8                  | Inde             |
| 9                  | Nouvelle-Zélande |
| 10                 | Afrique du Sud   |
| 11                 | Canada           |
| 12                 | Pakistan         |